# SoftBank 102SH
AQUOS PHONE 102SH（アクオスフォン イチマルニエスエイチ）およびAQUOS PHONE 102SHII（アクオスフォン イチマルニエスエイチ ツー）は、シャープが開発しソフトバンクモバイルが販売するAndroid搭載スマートフォンである。

## 概要
- 従来のスマートフォンに使われていたWVGA(800×480)やqHD(960×540)より高精細な、4.5インチHD(1280×720)液晶を採用している。視差バリア方式による3D表示に対応しているが、カメラのレンズは1眼である。
- CPUにはデュアルコアのOMAP4430を採用している。
- バックライト制御や、バックグラウンドタスクの自動抑制などによる省電力技術、「エコ技」機能を搭載している。電池容量は1520mAh。
- ソフトバンクモバイルのULTRA SPEED(HSPA+)サービスに対応しており、下り最大21Mbpsでの通信が可能となっている。

## 102SHIIでの変更点
- カラーバリエーションの変更
- 900MHz帯（プラチナバンド）への対応。
- 緊急速報メールへの対応。（102SHも後日アップデートで対応）

## Android 4.0での変更点
2012年9月6日に102SH／102SHIIともにAndroid 4.0へのアップデートが開始された。
アップデートに伴う変更点・機能の追加は以下とおり。
- Android 4.0以降のシャープ製Android端末の独自UI「Feel UX／SHホーム」への対応。
- クイックサイレント機能(端末を裏返すだけで着信音やバイブを止める機能)の追加
- クイック送信機能の追加
- メールにおけるバックグラウンド送信機能への対応
- 迷惑メール設定の改善
  - 電話帳に登録されていない相手からのメールを迷惑メールフォルダに自動振り分けする機能の追加
- どこでもコピー機能の追加
- 文字入力の機能の改善
  - スライド操作で各種文字入力機能の切替ができる機能の追加
  - いきなり予測変換機能の追加
  - 手書き予測変換機能の追加
  - アップデート変換辞書への対応
- タッチ感度の改善
- カメラの機能追加
  - 連撮モードへの対応
  - コマ落とし撮影モードの追加
- サウンドイコライザ機能の追加
- パソコン用メディアファイル管理ソフト「MediaJet」の追加
- 顔認証機能の追加
- クイックツールボックス機能の追加
- アプリ使用履歴の一覧表示
- アプリを無効化する機能の追加

## その他機能
| 主な対応サービス | 主な対応サービス | 主な対応サービス                       | 主な対応サービス |
| ---------------- | ---------------- | -------------------------------------- | ---------------- |
| タッチパネル     | HD液晶 4.5インチ | フルブラウザ                           | ULTRA SPEED      |
| Android 2.3      | Flash 10.3       | WiFi                                   | GPS              |
| 1210万画素カメラ | ワンセグ         | デジタルオーディオプレーヤー(AAC)(WMA) | おサイフケータイ |
| Bluetooth        | 赤外線通信       | 緊急速報メール                         | 防水             |

## 歴史
- 2011年9月29日 - 2011年度冬春モデル発表会にて発表。
- 2011年12月16日 - 発売開始。
- 2012年5月29日 - 102SHII発表。
- 2012年7月12日 - 102SHII発売。
- 2012年9月6日 - Android 4.0へのアップデート開始

## 不具合
2011年12月26日に以下の不具合の修正がソフトウェア更新によって行われた。
- 圏内で待ち受け状態であるにもかかわらず、音声着信できない場合がある
- 音楽再生中に画面遷移が遅くなる場合がある

2012年1月26日に以下の不具合の修正がソフトウェア更新によって行われた。
- 消費電力の改善

## 注記
1. ↑  102SHIIのみ
2. ↑  受信:21Mbps/送信:5.76Mbps